# Deutsche Arbeitsfront

Vlag van het DAF

Het Deutsche Arbeitsfront (Nederlands: Duitse arbeidsfront), of DAF, was de vakbondsorganisatie die door de nazi's werd opgericht als enige alternatief voor de diverse vakbonden in de voormalige Weimarrepubliek. De leider van de organisatie was Robert Ley, die zichzelf tot doel gesteld had een "waarachtig sociale en productieve samenleving te creëren."
Het DAF werd opgericht op 10 mei 1933 en was een van de Gleichschaltungsmaatregelen van Adolf Hitler. Op papier was het DAF een organisatie waar werknemers en werkgevers hun wederzijdse belangen konden uitwisselen. De relatief hoge lonen werden bepaald door de twaalf trustees van het DAF. Er werd grote werkzekerheid gecreëerd en ontslag werd steeds moeilijker gemaakt. Sociale plannen en recreatieprojecten werden ontwikkeld en er was aandacht voor de verbetering van kantines, werktijden en pauzes. De arbeiders waren zeer tevreden over wat het DAF voor hen deed, maar in ruil hiervoor werd door het DAF onvoorwaardelijke loyaliteit geëist.
De organisatie bestreed naar eigen zeggen kapitalisme, liberalisme, maar ook revolutie tegen fabriekseigenaren en de nationaalsocialistische staat. Het DAF gaf openlijk de voorkeur aan grote genationaliseerde bedrijven boven particuliere ondernemingen. Lidmaatschap was in principe vrijwillig, maar leden van het DAF kwamen veel eenvoudiger aan werk dan niet-leden. Het lidmaatschap kostte tussen de 15 pfennig en 3 reichsmark, afhankelijk van de categorie waarin de arbeider viel. Een groot deel van de inkomsten van het DAF kwam uit bijdragen van leden. In 1934 was de opbrengst 300 miljoen Reichsmark.

## Organisatie
Het DAF bestond uit twee afdelingen:
1. Nationalsozialistische Betriebszellenorganisation - NSBO (Nationaalsocialistische fabrieksorganisatie)
2. Nationalsozialistische Handels- und Gewerbeorganisation - NSHAGO (Nationaalsocialistische handels- en industrie-organisatie)

Daarnaast werden er diverse andere sub-organisaties opgericht:
- Reichsarbeitsdienst - RAD (Rijksarbeidsdienst) – Organisatie die oplossingen voor de werkloosheid bood door bijvoorbeeld goedkope arbeidskrachten te werven voor grote staatsprojecten als de aanleg van de autobahnen. Dit werd in 1935 verplicht voor mannen tussen de 16 en 25
- Kraft durch Freude - KdF (Kracht door vreugde) – Een organisatie die zich inspande voor goedkope of gratis vakanties en gesubsidieerde sport- en ontspanningsactiviteiten
- Schönheit der Arbeit - SdA (Schoonheid van arbeid) – bedoeld om werkplekken aantrekkelijker te maken door bijvoorbeeld renovatie van verouderde fabrieken, nieuwe kantines voor de werknemers, schonere werkomgeving en rookvrije ruimtes

## Afbeeldingen

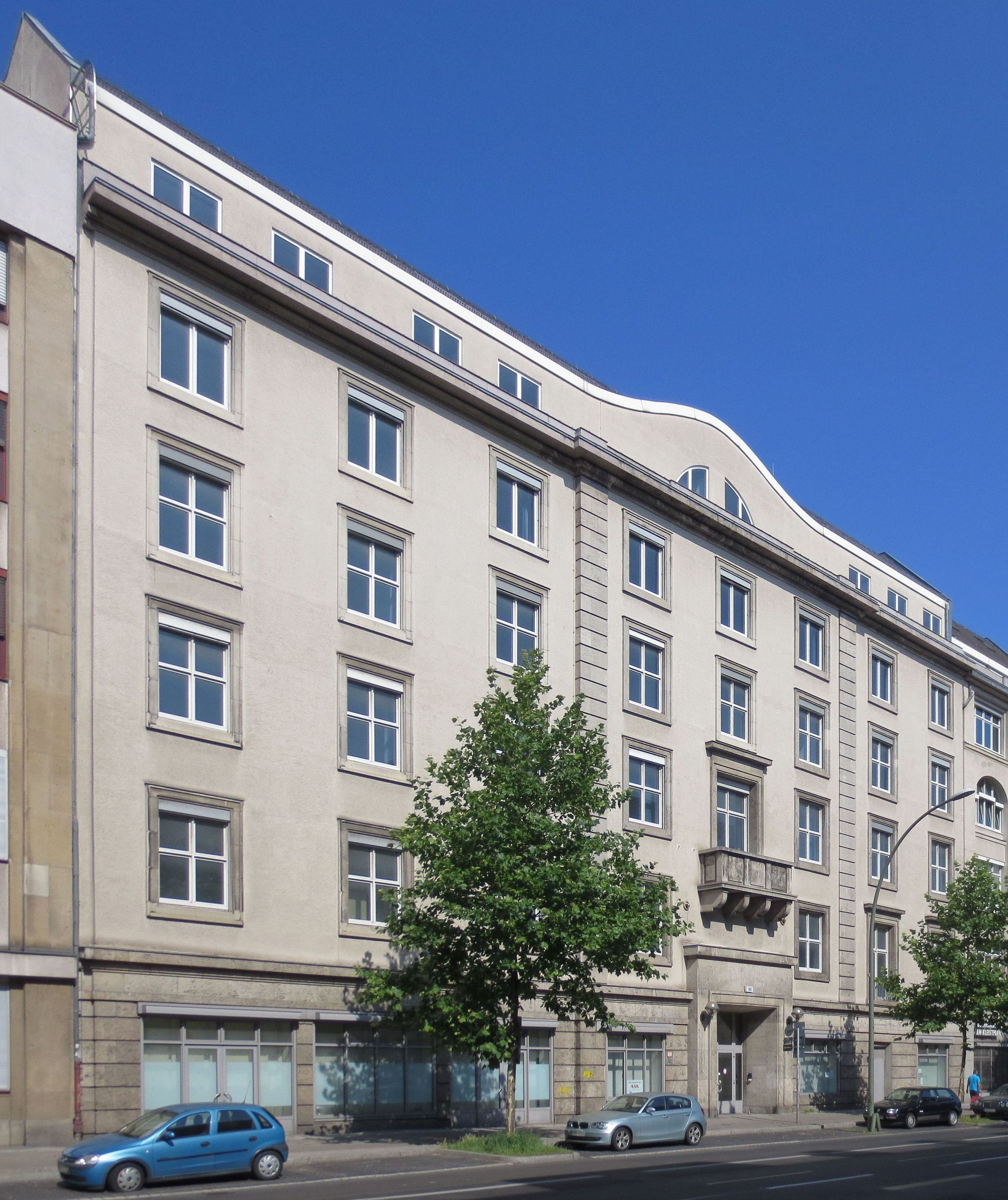
Voormalig DAF-gebouw aan de Potsdamer Straße 182 in Berlijn
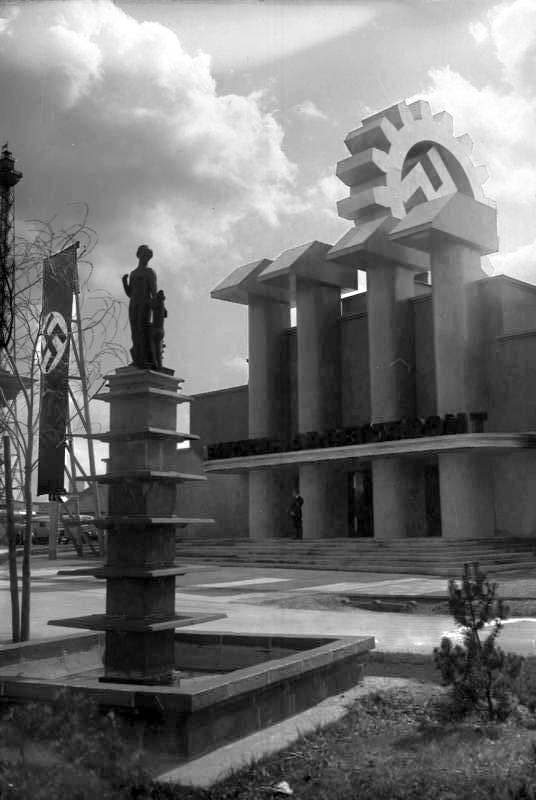
Tentoonstelling "Deutsches Volk-Deutsche Arbeit" (Berlijn, 1934)
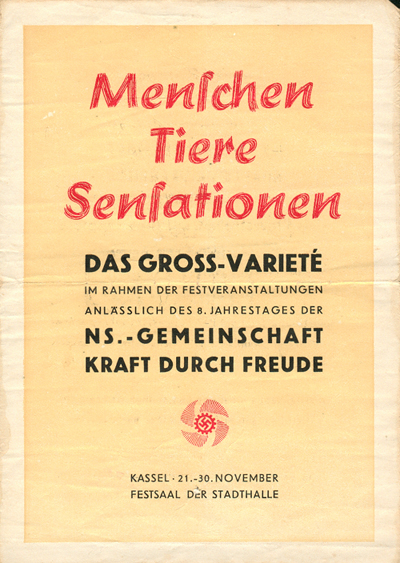
Aankondiging van KdF voor een variété-avond
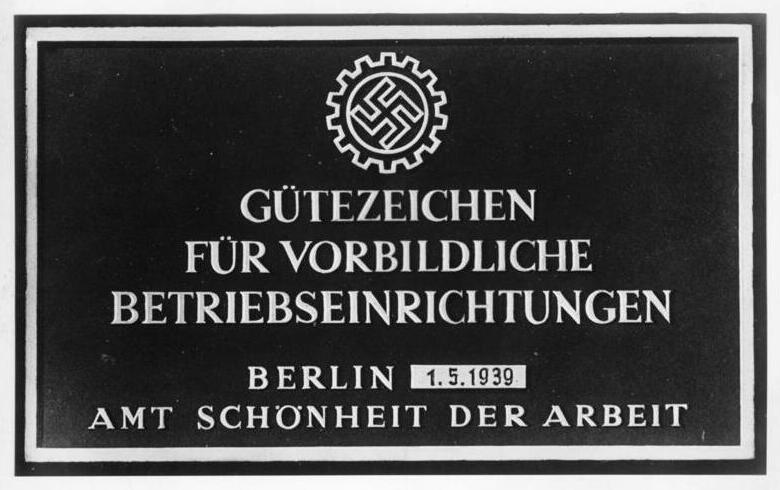
Keurmerk van SdA
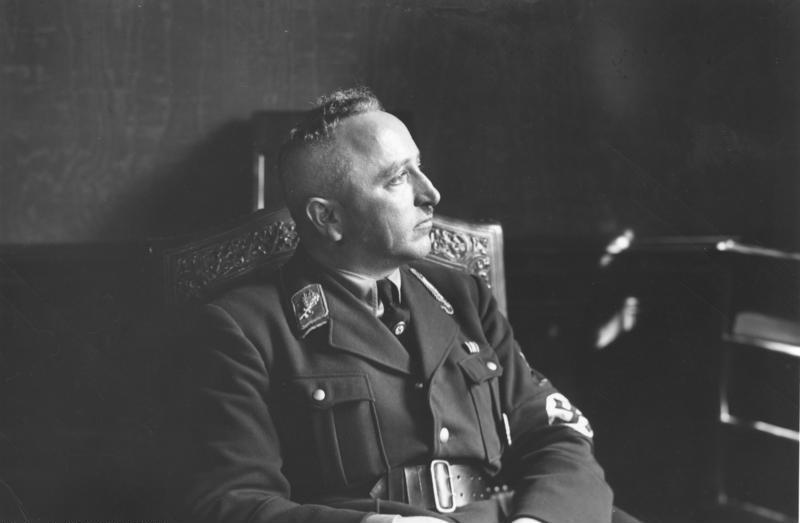
Robert Ley